# Yankuba Colley
Yankuba Colley (* Februar 1960 in Talinding, Serekunda; † 10. September 2024 in der Türkei) ist gambischer Politiker und war Bürgermeister der Gemeinde Kanifing (englisch Lord Mayor of the Kanifing Municipal Council).

## Leben

### Bildung
Colley, der zu der Ethnie der Jola angehört, wurde als Sohn von Amaranding Colley aus Tallingding Kunjang und Fatou Njie aus dem Dorf Essau im Distrikt Lower Niumi in der North Bank Region geboren. Im Alter von zwei Jahren verlor er seinen Vater, woraufhin er nach Banjul umsiedelte, um bei seiner verstorbenen Schwester Fatou Sonko in Campama zu leben.
Seine schulische Laufbahn begann er 1966 an der Malfa Primary School in Banjul. Von der Malfa Primary School wechselte Colley wur Wesley Primary School und anschließend zur auf die Kafuta Primary School in Kafuta, West Coast Region, wo er bei seinem Cousin namens Bakuku Sonko wohnte. In Kafuta legte er 1976 seine Aufnahmeprüfung ab. Nach seiner Aufnahmeprüfung zog Colley zurück nach Tallinding und besuchte bis 1980 die Crab Island Secondary School in Banjul. Nach dem Abschluss seiner Sekundarschulausbildung auf Crab Island trat Colley 1982 der gambischen Polizei, der Gambia Police Force, ein. Nach seinem Ausscheiden aus dem Polizeidienst 1992 begann er ein Informatikstudium  am Chelsea College in London.

### Politisches Wirken
| Wahl | Stimmen | Stimmanteil |
| ---- | ------- | ----------- |
| 2008 | 19.073  | 69,39 %     |
| 2013 | 25.773  | 70,12 %     |

1996 wurde er zum Vorsitzender der Alliance for Patriotic Reorientation and Construction (APRC) für Serrekunda East ernannt und zum Gemeinderat für den Bezirk Talinding nominiert, den er ohne Gegenkandidat erhielt. Bei den Regionalwahlen 2008, wo der Bürgermeister des Gemeinderats, dem Kanifing Municipal Council, von der Gemeinde Kanifing gewählt wurde, erlangte er mit 69,39 %, vor dem Gegenkandidaten der United Democratic Party (UDP) Mamadou A. Danso, die meisten Stimmen (seit 2006 war er stellvertretender Bürgermeister). Bei den Regionalwahlen 2013, blieb er erneut mit 70,12 % der Stimmen siegreich vor den unabhängigen Kandidaten Sheikh O. Saho. Bei den folgenden Wahlen, den Regionalwahlen 2018, wurde Ousman Rambo Jatta von der APRC aufgestellt, Colley trat nicht mehr an. Neuer Bürgermeister wurde Talib Ahmed Bensouda von der UDP.
Colley war sowohl bei den Präsidentschaftswahlen 2011 als auch bei den 2016 der nationale Mobilisierer der APRC und weigerte sich, das Ergebnis von 2016 zu akzeptieren. Er blieb ein entschiedener Anhänger Jammehs.
Colley starb in der Türkei, wo er sich in medizinischer Behandlung befand.

## Auszeichnungen und Ehrungen
- 2010: Member des Order of the Republic of The Gambia (MRG)[4]
- 2016: July 22nd Revolution Award